# Heliaeschna bartelsi
Heliaeschna bartelsi – gatunek ważki z rodziny żagnicowatych (Aeshnidae).